# 10 Korpus Kawalerii (ZSRR)
10 Korpus Kawalerii (ros. 10-й кавалерийский корпус) – związek taktyczny kawalerii Armii Czerwonej z okresu II wojny światowej. 
10 Korpus Kawalerii (10 KKaw.) sformowany został 12 stycznia 1942. Jednak już 3 marca 1942 wydano rozkaz rozwiązujący 10 KKaw., a wchodzące w jego skład dywizje: 41, 57 i 75 przeniesiono do 1 Gwardyjskiego Korpusu Kawalerii.  

## Dowództwo korpusu
Dowódcy:
- gen. mjr Wasilij Miszulin (12.01.1942 - 21.01.1942),
- płk Michaił Smirnow (03.02.1942 - 11.02.1942),
- gen. mjr Władimir Kriukow (22.01.1942 - 15.03.1942).

Szefowie sztabu:
- płk Michaił Smirnow[1].

## Struktura organizacyjna
- 41 Dywizja Kawalerii
- 57 Dywizja Kawalerii
- 75 Dywizja Kawalerii[1].